# Nagybátony vasútállomás

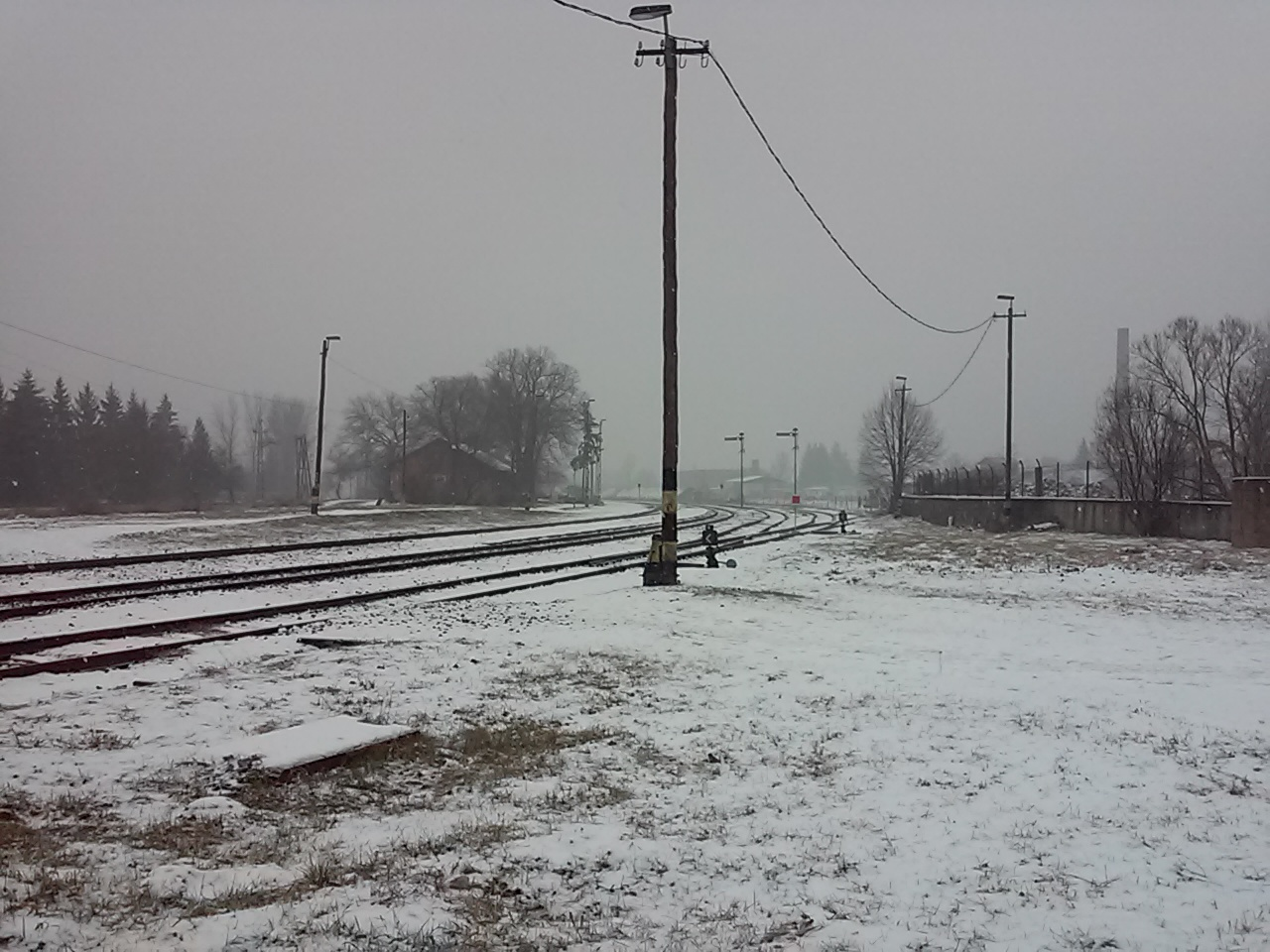
Az állomás ívben található, az egyik végéről nem is látható a másik

Nagybátony vasútállomás egy Nógrád vármegyei vasútállomás, Bátonyterenye településen, a MÁV üzemeltetésében. A névadó városrész északi széle közelében helyezkedik el, közúti megközelítését a központ felől a 2409-es útból kiágazó, alig 200 méter hosszú, 24 305-ös számú mellékút (települési nevén Orgona út) biztosítja. Helyi tömegközlekedéssel a város 1-es jelzésű buszjáratával érhető el.

## Vasútvonalak
Az állomást az alábbi vasútvonalak érintik:
- Hatvan–Somoskőújfalu-vasútvonal

## Kapcsolódó állomások
A vasútállomáshoz az alábbi állomások vannak a legközelebb:
- Kisterenye vasútállomás (Hatvan–Somoskőújfalu-vasútvonal)
- Mátraverebély megállóhely (Hatvan–Somoskőújfalu-vasútvonal)

## Forgalom
| Járat        | Útvonal | Gyakoriság   |
| ------------ | --- | ------------ |
| személyvonat | Hatvan – Mátravidéki Erőmű – Lőrinci – Selyp – Apc-Zagyvaszántó – Jobbágyi – Szurdokpüspöki – Pásztó – Mátraszőlős-Hasznos – Tar – Mátraverebély – Nagybátony – Kisterenye – Kisterenye-Bányatelep – Zagyvapálfalva – Salgótarján külső – Salgótarján – Somoskőújfalu | 1-2 óránként |